# Noreña (parroquia)
Noreña es una parroquia del concejo homónimo en el Principado de Asturias. Su templo parroquial está dedicado a Santa María. Alberga una población de 5.204 habitantes (sadei 2008) y ocupa una extensión de 3,47 km². Está formada únicamente por la villa de Noreña, capital del concejo.
La parroquia es una isla dentro del concejo de Siero. Limita al norte con la parroquia de Anes, al sur con las de Hevia y Tiñana, al este con la de La Carrera y al oeste con la de Argüelles.